# NHL Winter Classic 2016

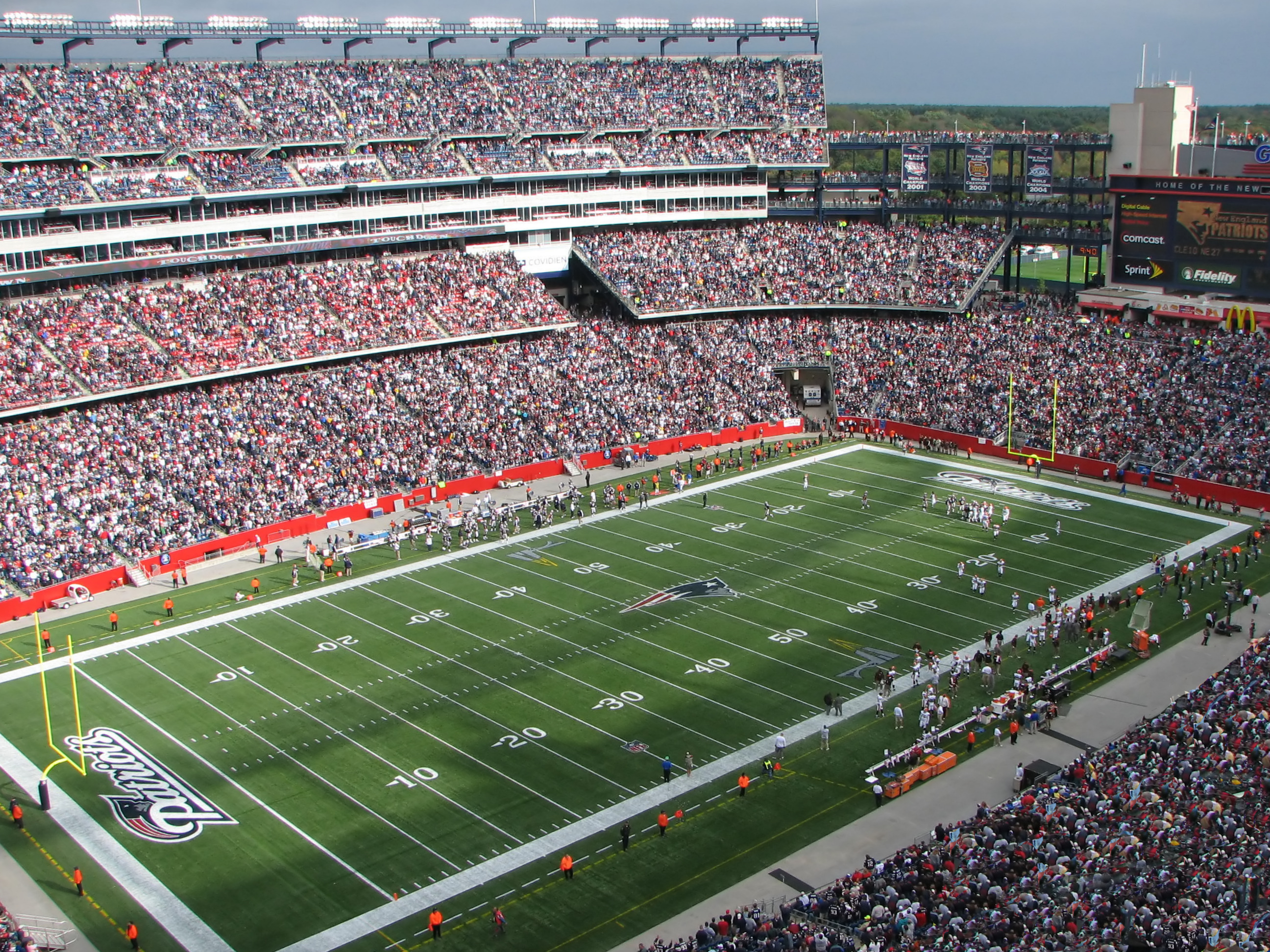
Gillette Stadium.

Bridgestone NHL Winter Classic 2016 var en tvådagarsarrangemang i den nordamerikanska ishockeyligan National Hockey League (NHL) och där det spelades en grundspelsmatch på utomhusarenan Gillette Stadium i Foxborough, Massachusetts den 1 januari 2016. Lagen som möttes var Original Six-medlemmarna och divisionsrivalerna Boston Bruins och Montreal Canadiens. Det var Bruins andra framträdande i Winter Classic medan det var första gången för Canadiens.
Matchen blev en enkel historia för bortalaget när Canadiens besegrade Bruins med 5-1. Målskyttet inleddes redan efter 01:14 in i första perioden när David Desharnais, framspelad av Dale Weise och Aleksej Jemelin, satte pucken bakom målvakten Tuukka Rask. I andra perioden utökade Canadiens ledningen till 3-0 efter mål av Paul Byron, framspelad av Brian Flynn och Mark Barberio och Brendan Gallagher, framspelad av Max Pacioretty och Tomáš Plekanec. Efter 03:56 i tredje perioden reducerade Bruins efter mål av Matt Beleskey, framspelad av Adam McQuaid och Ryan Spooner, det blev dock ingen större effekt på Bruins utan cirka fem minuter senare gjorde Pacioretty, framspelad av just Gallagher och Plekanec, 4-1 och 5-1 fastställdes av Paul Byron, framspelad av P.K. Subban och Nathan Beaulieu, när han gjorde sitt andra mål i matchen. Han blev också utsedd till matchens spelare.

## Förmatcher (31 december 2015)

### Veteranmatch
Den 31 december 2015 spelades det en veteranmatch mellan före detta spelare som har representerat Boston Bruins respektive Montreal Canadiens under sina aktiva spelarkarriärer. Matchen slutade 5-4 efter straffläggning till Bruins fördel. Matchhjälte blev Ray Bourque som satte avgörande straff medan Mark Recchi utsågs till matchens spelare.

#### Trupperna
| Namn               | Namn               | Position       |
| ------------------ | ------------------ | -------------- |
| Per-Johan Axelsson | Per-Johan Axelsson | Vänsterforward |
| Bob Beers          | Bob Beers          | Back           |
| Ray Bourque (C)    | Ray Bourque (C)    | Back           |
| Rob DiMaio         | Rob DiMaio         | Högerforward   |
| Tom Fergus         | Tom Fergus         | Center         |
| Hal Gill           | Hal Gill           | Back           |
| Steve Heinze       | Steve Heinze       | Högerforward   |
| Al Iafrate         | Al Iafrate         | Back           |
| Brian Leetch       | Brian Leetch       | Back           |
| Réjean Lemelin     | Réjean Lemelin     | Målvakt        |
| Ken Linseman       | Ken Linseman       | Vänsterforward |
| Rick Middleton     | Rick Middleton     | Högerforward   |
| Jay Miller         | Jay Miller         | Vänsterforward |
| Cam Neely          | Cam Neely          | Högerforward   |
| Terry O'Reilly     | Terry O'Reilly     | Högerforward   |
| Andrew Raycroft    | Andrew Raycroft    | Målvakt        |
| Mark Recchi        | Mark Recchi        | Högerforward   |
| Sergei Samsonov    | Sergei Samsonov    | Vänsterforward |
| Marco Sturm        | Marco Sturm        | Vänsterforward |
| Bob Sweeney        | Bob Sweeney        | Center         |
| Don Sweeney        | Don Sweeney        | Back           |
| Tim Sweeney        | Tim Sweeney        | Vänsterforward |
| Glen Wesley        | Glen Wesley        | Back           |
| Tränarstab         |                    |                |
| John Bucyk         |                    |                |
| Lyndon Byers       |                    |                |
| Don Cherry         |                    |                |
| Stan Jonathan      |                    |                |
| Don Marcotte       |                    |                |
| Tom McVie          |                    |                |
| Mike Milbury       |                    |                |
| Derek Sanderson    |                    |                |
| Ede Sandford       |                    |                |

| Namn               | Namn               | Position       |
| ------------------ | ------------------ | -------------- |
| Donald Audette     | Donald Audette     | Högerforward   |
| Francis Bouillon   | Francis Bouillon   | Back           |
| Patrice Brisebois  | Patrice Brisebois  | Back           |
| Guy Carbonneau (C) | Guy Carbonneau (C) | Center         |
| Mathieu Dandenault | Mathieu Dandenault | Back           |
| Lucien Deblois     | Lucien Deblois     | Högerforward   |
| Gilbert Delorme    | Gilbert Delorme    | Back           |
| Éric Desjardins    | Éric Desjardins    | Back           |
| Normand Dupont     | Normand Dupont     | Vänsterforward |
| Gaston Gingras     | Gaston Gingras     | Back           |
| Rick Green         | Rick Green         | Back           |
| Mike Keane         | Mike Keane         | Högerforward   |
| Aleksej Kovaljov   | Aleksej Kovaljov   | Högerforward   |
| Mike Lalor         | Mike Lalor         | Back           |
| Sergio Momesso     | Sergio Momesso     | Vänsterforward |
| Mats Näslund       | Mats Näslund       | Vänsterforward |
| Chris Nilan        | Chris Nilan        | Högerforward   |
| Lyle Odelein       | Lyle Odelein       | Back           |
| Oleg Petrov        | Oleg Petrov        | Vänsterforward |
| Stéphane Quintal   | Stéphane Quintal   | Back           |
| Stéphane Richer    | Stéphane Richer    | Vänsterforward |
| Larry Robinson     | Larry Robinson     | Back           |
| Richard Sévigny    | Richard Sévigny    | Målvakt        |
| Steve Shutt        | Steve Shutt        | Vänsterforward |
| José Théodore      | José Théodore      | Målvakt        |
| Tränarstaben       |                    |                |
| Simon Arsenault    |                    |                |
| Yvan Cournoyer     |                    |                |
| Jacques Demers     |                    |                |
| Stéphane Gauthier  |                    |                |
| Réjean Houle       |                    |                |
| Guy Lafleur        |                    |                |

#### Resultatet
|  | 31 december 2015 | Boston Bruins | 5 – 4                                    | Montreal Canadiens | Gillette Stadium                              |                                               |
|  |                  | Första perioden: — Andra perioden: Mark Recchi (Samsonov, Iafrate) Tredje perioden: Mark Recchi (Samsonov, Iafrate) Marco Sturm (Recchi, Bourque) Sergej Samsonov (Gill, Sturm) Straffläggning: Sergej Samsonov Mark Recchi Ray Bourque | Rapport (Match) Rapport (Straffläggning) | Första perioden: Patrice Brisebois (Carbonneau) Aleksej Kovaljov (Näslund) Andra perioden: — Tredje perioden: Steve Shutt (Carbonneau) Donald Audette (straff) Straffläggning: Oleg Petrov Donald Audette | Foxborough, Massachusetts, USA Publik: 42 193 | Foxborough, Massachusetts, USA Publik: 42 193 |
|  |                  | |                                          | | Foxborough, Massachusetts, USA Publik: 42 193 | Foxborough, Massachusetts, USA Publik: 42 193 |
|  |                  | |                                          | | Foxborough, Massachusetts, USA Publik: 42 193 | Foxborough, Massachusetts, USA Publik: 42 193 |

### Damernas Winter Classic
Det var första gången som det anordnades en Winter Classic för nordamerikansk damishockey och där det spelades mellan Boston Pride i National Women's Hockey League (NWHL) och Les Canadiennes i Canadian Women's Hockey League (CWHL) efter herrarnas veteranmatch. Matchen slutade 1-1 mellan lagen.

## Matchen (1 januari 2016)

### Laguppställningarna
| Vänsterforwards   | Centrar              | Högerforwards         |
| ----------------- | -------------------- | --------------------- |
| Loui Eriksson (A) | Patrice Bergeron (A) | Seth Griffith         |
| Matt Beleskey     | Ryan Spooner         | Brett Connolly        |
| Frank Vatrano     | Landon Ferraro       | Aleksandr Chochlatjov |
| Zac Rinaldo       | Maxime Talbot        | Jimmy Hayes           |
| Backar            |                      | Backar                |
| Zdeno Chára (C)   |                      | Dennis Seidenberg     |
| Torey Krug        |                      | Adam McQuaid          |
| Joe Morrow        |                      | Kevan Miller          |
|                   | Målvakter            |                       |
|                   | Tuukka Rask          |                       |
|                   | Jonas Gustavsson     |                       |
|                   | Tränare              |                       |
|                   | Claude Julien        |                       |

| Vänsterforwards    | Centrar            | Högerforwards     |
| ------------------ | ------------------ | ----------------- |
| Max Pacioretty (C) | Tomáš Plekanec (A) | Brendan Gallagher |
| Lars Eller         | Alex Galchenyuk    | Daniel Carr       |
| Tomáš Fleischmann  | David Desharnais   | Dale Weise        |
| Paul Byron         | Torrey Mitchell    | Brian Flynn       |
| Backar             |                    | Backar            |
| Nathan Beaulieu    |                    | P.K. Subban (A)   |
| Andrej Markov      |                    | Jeff Petry        |
| Aleksej Jemelin    |                    | Mark Barberio     |
|                    | Målvakter          |                   |
|                    | Mike Condon        |                   |
|                    | Ben Scrivens       |                   |
|                    | Tränare            |                   |
|                    | Michel Therrien    |                   |

### Matchstatistik
|               | 1 januari 2016 | Boston Bruins                                                                                  | 1 – 5   | Montreal Canadiens | Gillette Stadium | |
| 13:00 (UTC-5) | 13:00 (UTC-5)  | Första perioden: — Andra perioden: — Tredje perioden: Matt Beleskey (McQuaid, Spooner) (03:56) | Rapport | Första perioden: (01:14) David Desharnais (Weise, Jemelin) Andra perioden: (02:00) Paul Byron (Flynn, Barberio) (17:20) Brendan Gallagher (Pacioretty, Plekanec) Tredje perioden: (08:49) Max Pacioretty (Gallagher, Plekanec) (18:28) Paul Byron (Subban, Beaulieu) | Foxborough, Massachusetts, USA Publik: 67 246 Domare: Wes McCauley & Kevin Pollock Linjedomare: Steve Barton & David Brisebois | Foxborough, Massachusetts, USA Publik: 67 246 Domare: Wes McCauley & Kevin Pollock Linjedomare: Steve Barton & David Brisebois |
| 13:00 (UTC-5) | 13:00 (UTC-5)  |                                                                                                |         | | Foxborough, Massachusetts, USA Publik: 67 246 Domare: Wes McCauley & Kevin Pollock Linjedomare: Steve Barton & David Brisebois | Foxborough, Massachusetts, USA Publik: 67 246 Domare: Wes McCauley & Kevin Pollock Linjedomare: Steve Barton & David Brisebois |
| 13:00 (UTC-5) | 13:00 (UTC-5)  |                                                                                                |         | | Foxborough, Massachusetts, USA Publik: 67 246 Domare: Wes McCauley & Kevin Pollock Linjedomare: Steve Barton & David Brisebois | Foxborough, Massachusetts, USA Publik: 67 246 Domare: Wes McCauley & Kevin Pollock Linjedomare: Steve Barton & David Brisebois |

|                   | Boston Bruins | Montreal Canadiens |
| ----------------- | ------------- | ------------------ |
| Powerplay         | 0/3           | 0/4                |
| Tacklingar        | 29            | 18                 |
| Vunna tekningar   | 36            | 42                 |
| Blockerade skott  | 14            | 8                  |
| Utvisningsminuter | 16            | 14                 |

| Period | Boston Bruins | Montreal Canadiens |
| ------ | ------------- | ------------------ |
| Första | 3             | 14                 |
| Andra  | 14            | 11                 |
| Tredje | 11            | 5                  |
| Totalt | 28            | 30                 |

#### Utvisningar
| Spelare         | Utvisning                                    | Utvisningsminuter | Tid             |
| Första perioden | Första perioden                              | Första perioden   | Första perioden |
| --------------- | -------------------------------------------- | ----------------- | --------------- |
| Maxime Talbot   | Hög klubba (mot Brian Flynn).                | 2:00              | 05:20           |
| Torey Krug      | Roughing (mot David Desharnais).             | 4:00 (2:00 x2)    | 08:42           |
| Adam McQuaid    | Fördröjning av spelet (puck över plexiglas). | 2:00              | 18:27           |
| Andra perioden  |                                              |                   |                 |
| Kevan Miller    | Cross checking (mot Dale Weise)              | 2:00              | 02:51           |
| Tredje perioden |                                              |                   |                 |
| Maxime Talbot   | Hakning (av Daniel Carr)                     | 2:00              | 09:24           |
| Jimmy Hayes     | Roughing (mot Lars Eller)                    | 4:00 (2:00 x2)    | 18:18           |

| Spelare          | Utvisning                                    | Utvisningsminuter | Tid             |
| Första perioden  | Första perioden                              | Första perioden   | Första perioden |
| ---------------- | -------------------------------------------- | ----------------- | --------------- |
| David Desharnais | Roughing (mot Torey Krug).                   | 4:00 (2:00 x2)    | 08:42           |
| Andra perioden   |                                              |                   |                 |
| Lars Eller       | Hakning (av Brett Connolly).                 | 2:00              | 06:43           |
| Nathan Beaulieu  | Hakning (av Loui Eriksson).                  | 2:00              | 10:41           |
| Tomáš Plekanec   | Fördröjning av spelet (puck över plexiglas). | 2:00              | 19:30           |
| Tredje perioden  |                                              |                   |                 |
| Lars Eller       | Roughing (mot Jimmy Hayes)                   | 4:00 (2:00 x2)    | 18:18           |

### Statistik

#### Boston Bruins

##### Utespelare
| Spelare               | Mål | Assists | Poäng | +/− | Utvisningsminuter | Skott | Vunna tekningar (%) | Tacklingar | Tid på isen |
| --------------------- | --- | ------- | ----- | --- | ----------------- | ----- | ------------------- | ---------- | ----------- |
| Matt Beleskey         | 1   | 0       | 1     | 1   | 0                 | 4     | —                   | 5          | 17:47       |
| Adam McQuaid          | 0   | 1       | 1     | 0   | 2                 | 0     | —                   | 4          | 15:35       |
| Ryan Spooner          | 0   | 1       | 1     | 0   | 0                 | 5     | 45%                 | 0          | 20:50       |
| Patrice Bergeron      | 0   | 0       | 0     | 0   | 0                 | 4     | 55%                 | 1          | 23:30       |
| Zdeno Chára           | 0   | 0       | 0     | -1  | 0                 | 2     | —                   | 1          | 23:36       |
| Aleksandr Chochlatjov | 0   | 0       | 0     | -1  | 0                 | 0     | 0%                  | 1          | 06:01       |
| Brian Connolly        | 0   | 0       | 0     | -1  | 0                 | 2     | 0%                  | 1          | 16:41       |
| Loui Eriksson         | 0   | 0       | 0     | 0   | 0                 | 2     | —                   | 1          | 23:08       |
| Landon Ferraro        | 0   | 0       | 0     | 0   | 0                 | 1     | 25%                 | 3          | 13:44       |
| Seth Griffith         | 0   | 0       | 0     | -3  | 0                 | 0     | —                   | 1          | 10:59       |
| Jimmy Hayes           | 0   | 0       | 0     | 0   | 4                 | 1     | 0%                  | 3          | 15:34       |
| Torey Krug            | 0   | 0       | 0     | 0   | 4                 | 2     | —                   | 0          | 19:36       |
| Joe Morrow            | 0   | 0       | 0     | -3  | 0                 | 4     | —                   | 1          | 18:33       |
| Zac Rinaldo           | 0   | 0       | 0     | -3  | 0                 | 0     | —                   | 3          | 09:26       |
| Dennis Seidenberg     | 0   | 0       | 0     | -1  | 0                 | 0     | —                   | 2          | 20:57       |
| Maxime Talbot         | 0   | 0       | 0     | -4  | 4                 | 0     | 50%                 | 0          | 11:34       |
| Frank Vatrano         | 0   | 0       | 0     | -1  | 0                 | 0     | —                   | 0          | 06:59       |
| Kevan Miller          | 0   | 0       | 0     | -3  | 2                 | 1     | —                   | 2          | 18:09       |
| Källa:                |     |         |       |     |                   |       |                     |            |             |

##### Målvakt
| Spelare     | Skott mot sig | Räddningar | Insläppta mål | Räddningsprocent | Utvisningsminuter | Tid på isen |
| ----------- | ------------- | ---------- | ------------- | ---------------- | ----------------- | ----------- |
| Tuukka Rask | 30            | 25         | 5             | .833             | 0                 | 59:44       |
| Källa:      |               |            |               |                  |                   |             |

#### Montreal Canadiens

##### Utespelare
| Spelare           | Mål | Assists | Poäng | +/− | Utvisningsminuter | Skott | Vunna tekningar (%) | Tacklingar | Tid på isen |
| ----------------- | --- | ------- | ----- | --- | ----------------- | ----- | ------------------- | ---------- | ----------- |
| Paul Byron        | 2   | 0       | 2     | 2   | 0                 | 2     | —                   | 0          | 11:25       |
| Brendan Gallagher | 1   | 1       | 2     | 1   | 0                 | 3     | —                   | 0          | 18:12       |
| Max Pacioretty    | 1   | 1       | 2     | 2   | 0                 | 3     | —                   | 0          | 19:09       |
| Tomáš Plekanec    | 0   | 2       | 2     | 2   | 2                 | 1     | 65%                 | 2          | 19:07       |
| David Desharnais  | 1   | 0       | 1     | 1   | 4                 | 3     | 59%                 | 1          | 14:50       |
| Mark Barberio     | 0   | 1       | 1     | 3   | 0                 | 2     | —                   | 0          | 15:14       |
| Nathan Beaulieu   | 0   | 1       | 1     | 2   | 2                 | 1     | —                   | 1          | 16:00       |
| Brian Flynn       | 0   | 1       | 1     | 2   | 0                 | 1     | 71%                 | 0          | 12:19       |
| Aleksej Jemelin   | 0   | 1       | 1     | 3   | 0                 | 3     | —                   | 1          | 15:52       |
| P.K. Subban       | 0   | 1       | 1     | 2   | 0                 | 1     | —                   | 3          | 27:14       |
| Dale Weise        | 0   | 1       | 1     | 1   | 0                 | 3     | —                   | 0          | 07:29       |
| Daniel Carr       | 0   | 0       | 0     | -1  | 0                 | 1     | —                   | 5          | 14:20       |
| Lars Eller        | 0   | 0       | 0     | 0   | 6                 | 0     | 20%                 | 2          | 14:21       |
| Tomáš Fleischmann | 0   | 0       | 0     | 1   | 0                 | 1     | —                   | 0          | 16:13       |
| Alex Galchenyuk   | 0   | 0       | 0     | -1  | 0                 | 1     | 47%                 | 1          | 16:49       |
| Andrej Markov     | 0   | 0       | 0     | -1  | 0                 | 1     | —                   | 1          | 22:45       |
| Torrey Mitchell   | 0   | 0       | 0     | 2   | 0                 | 0     | 42%                 | 1          | 13:27       |
| Jeff Petry        | 0   | 0       | 0     | -1  | 0                 | 3     | —                   | 0          | 19:25       |
| Källa:            |     |         |       |     |                   |       |                     |            |             |

##### Målvakt
| Spelare     | Skott mot sig | Räddningar | Insläppta mål | Räddningsprocent | Utvisningsminuter | Tid på isen |
| ----------- | ------------- | ---------- | ------------- | ---------------- | ----------------- | ----------- |
| Mike Condon | 28            | 27         | 1             | .964             | 0                 | 59:49       |
| Källa:      |               |            |               |                  |                   |             |